# 索科伊
索科伊（匈牙利語：Szakoly）是匈牙利索博尔奇-索特马尔-拜赖格州所辖的一个村。总面积41.44平方公里，总人口2800，人口密度67.6人/平方公里（2011年1月1日）。